# Савана нагір'я Ейнаслі
Савана нагір'я Ейнаслі (ідентифікатор WWF: AA0705) — австралазійський екорегіон тропічних та субтропічних луків, саван і чагарників, розташований на північному сході Австралії.

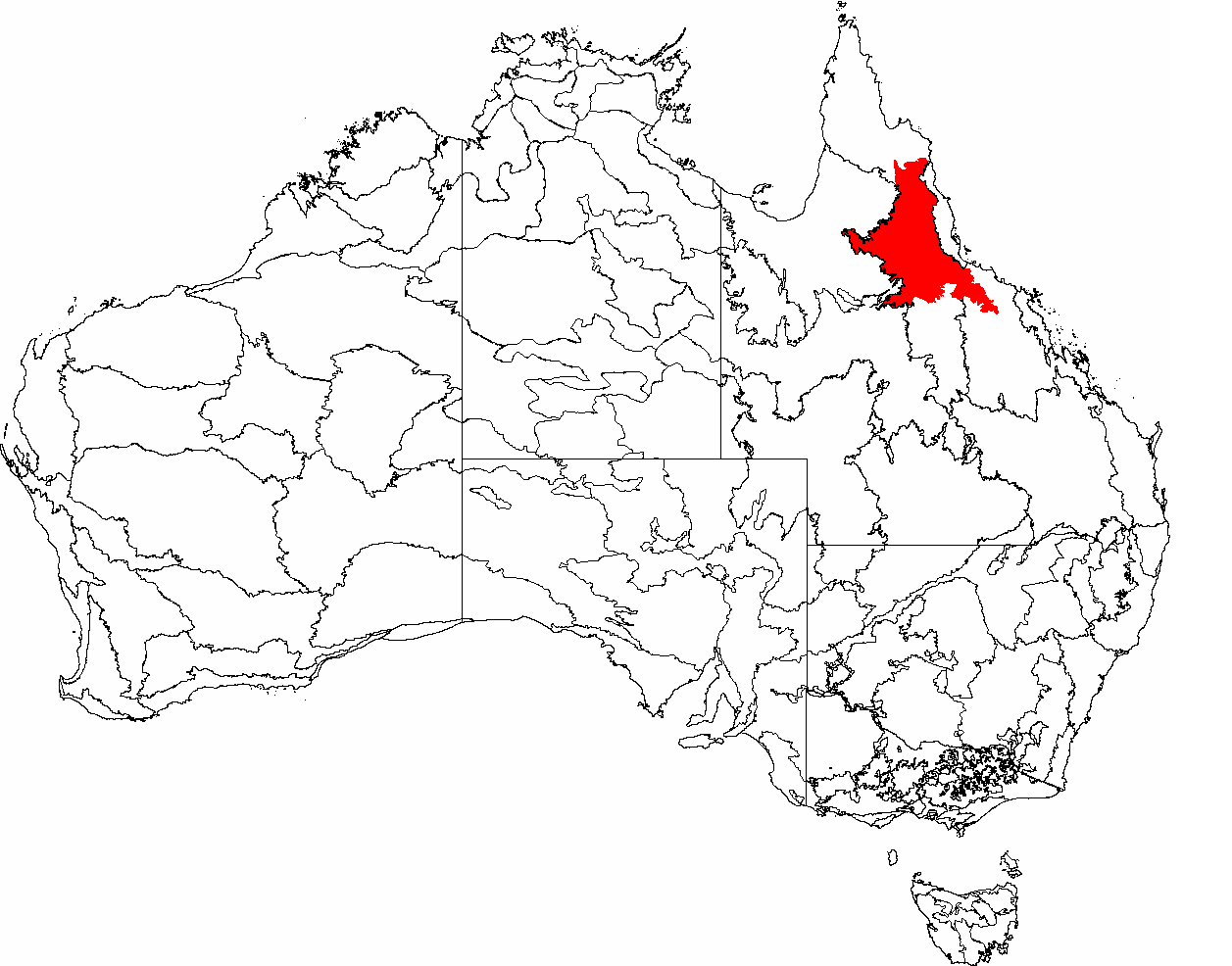
Розташування біорегіону "Нагір'я Ейнаслі" за класифікацією IBRA 7

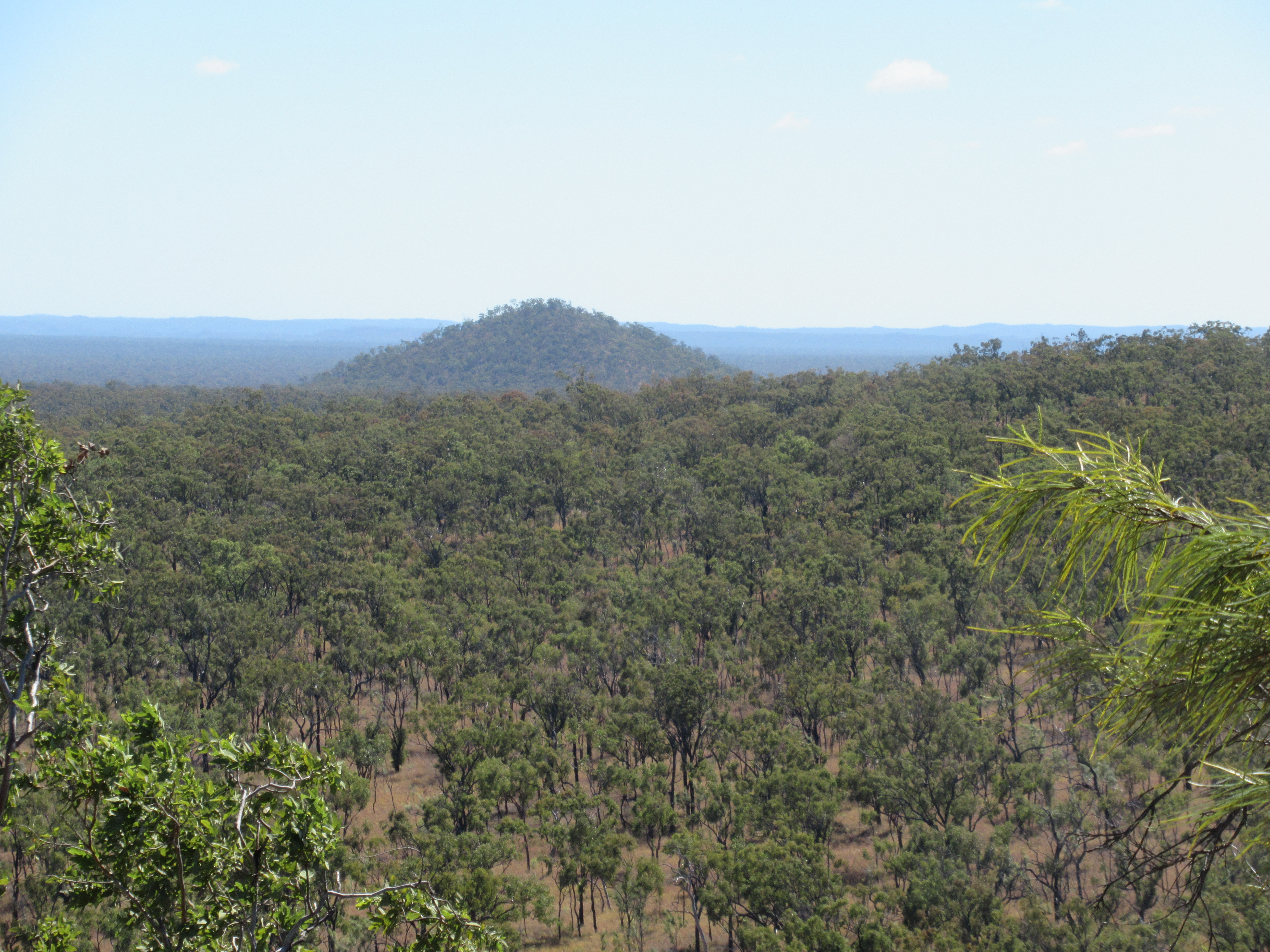
Ландшафт Національного парку Ундара

## Географія
Екорегіон савани нагір'я Ейнаслі охоплює велику область горбистих нагір'їв, розташовану у внутрішніх районах Великого Вододільного хребта на сході Квінсленду. Його ландшафт різко контрастує із рівнинами, поширеними уздовж узбережжя затоки Карпентарія на північному заході та з рівнинами Мітчелл-Грасс-Даунсу, поширеними на південному заході. Тут переважають сезонно сухі евкаліптові рідколісся, що відрізняються від дощових лісів, поширених на східному узбережжі Квінсленду, та від акацієвих рідколісь, поширених західніше та південніше.
Ландшафт екорегіону переважно представлений еродованими хребтами заввишки до 1000 м над рівнем моря, серед яких переважають неглибокі кам'янисті ґрунти. З геологічної точки зору в регіоні зустрічаються як дуже давні, так і відносно молоді формації, зокрема одні з найдавнішних палеопротерозойських осадових та метаморфічних порід у Східній Австралії, а також одні з наймолодших вулканічних порід на континенті.
У центрі нагір'я Ейнаслі розташований вулканічний комплекс Макбрайд, який містить понад 160 вулканів, що востаннє вивергалися приблизно 2,7 мільйона років тому. Цей комплекс утворює пологий купол на гребені континентального вододілу, центром якого є кратер Ундара, розташований на висоті 1020 м над рівнем моря. На півдні екорегіону розташовані вулканічні комплекси Нулла, Чадлі та Стерджен. Довгі потоки застиглої базальтової лави, що стікають з цих вулканів, створюють пологі поверхні, які перекривають давні осадові породи. У регіоні збереглися одні з найдовших лавових потоків і тунелів у світі. Одним з найвідоміших лавових потоків в регіоні є Велика Базальтова Стіна, яка простягається на 40 км і підіймається на 20 м над навколишніми рівнинами. Обвалені лавові тунелі забезпечують важливе середовище існування для реліктових тропічних видів рослин та печерної фауни. Однак через кліматичні умови, а у деяких випадках через нещодавні екструзії, червоні та чорні глинисті ґрунти регіону не такі родючі, як ґрунти Атертонського плато, розташованого на схід від нагір'я Ейнаслі, тому сільськогосподарське освоєння регіону обмежене.
Протерозойські породи, поширені на захід від базальтових потоків провінції Макбрайд, є одними з небагатьох частин Східної Австралії, які підіймалися вище рівня моря протягом крейдового періоду, коли рівнини на захід від них були затоплені мілководними морями. Крейдові осадові породи, що сформувалися на дні цих морів, досі виступають еродованою смугою на північному, західному та південно-західному краю нагір'я Ейнаслі, позначаючи межу екорегіону. У центральній та північній частинах нагір'я Ейнаслі зустрічаються карбоново-пермські граніти та вулканічні породи, які утворюють пагорби Гербертон-Чиллаго на південь від плато Макбрайд. На крайній півночі регіону простягаються скелясті пагорби, сформовані складчастими девонськими пісковиками та іншими осадовими породами.
На нагір'ї Ейнаслі бере початок багато великих річок Північного Квінсленду. Головними річками, що протікають на сході регіону, є Бердекін та Герберт; вони спочатку течуть на південний схід, паралельно узбережжю, після чого повертають на схід і впадають у Коралове море. Річка Герберт відома глибокою ущелиною та великими водоспадами, які утворилися там, де річка стікає з нагір'я Ейнаслі, а Бердекін має найбільший стік серед усіх річок Східної Австралії, однак при цьому дуже нестабільний: після сильних дощів річка може ставати такою ж повноводною, як Янцзи, а під час сильних посух вона може пересихати на кілька місяців. На південному заході екорегіону бере початок річка Фліндерс, найдовша річка Квінсленду, яка тече на північний захід і впадає у затоку Карпентарія. В центральній та північній частинах екорегіону беруть початок річки Лінд, Мітчелл, Палмер та Гілберт, які течуть на захід і також впадають у Карпентарію.
На північ від нагір'я Ейнаслі поширений екорегіон тропічної савани півострова Кейп-Йорк, на захід — екорегіон тропічної савани Карпентарії, на південь — екорегіон Мітчелл-Грасс-Даунс, а на південний схід — екорегіон тропічної савани Брігалу. На схід від екорегіону, на схилах Великого Вододільного хребта та на узбережжі Коралового моря, поширені тропічні дощові ліси Квінсленду.

### Класифікація IBRA
Згідно з класифікацією IBRA екорегіон "Савана нагір'я Ейнаслі" відповідає біорегіону "Нагір'я Ейнаслі". Він складається з п'яти субрегіонів:
| Джорджтаун-Кройдон      | EIU01 | 1 041 407 га (10 414,07 км2) |
| Кідстон                 | EIU02 | 2 929 528 га (29 295,28 км2) |
| Басейн Ходжкінсон       | EIU03 | 1 607 221 га (16 072,21 км2) |
| Брокен-Рівер            | EIU04 | 3 309 590 га (33 095,9 км2)  |
| Базальти Ундара і Тумба | EIU05 | 2 076 208 га (20 762,08 км2) |
| Гербертон-Вайруна       | EIU06 | 661 771 га (6 617,71 км2)    |

## Клімат
На півночі екорегіону переважає саванний клімат (Aw за класифікацією кліматів Кеппена), на півдні — напівпустельний клімат (BSh за класифікацією Кеппена), а у гористих внутрішніх районах — вологий субтропічний клімат (Cwa за класифікацією Кеппена). Завдяки вищій висоті над рівнем моря у місті Гербертон мінімальна липнева температура становить 9,5 °C, тоді як у місті Кернс, розташованому на узбережжі Коралового моря за 65 км на схід від нього, вона становить 20,7 °C. Нагір'я Ейнаслі є найпівнічнішим місцем у Східній Австралії, де взимку іноді можуть траплятися заморозки. Влітку на узвишшях регіону температура може досягати 30 °C, а у Кройдоні, розташованому на нижчих висотах у західній частині регіону, середня температура грудня становить 38,7 °C. Середньорічна кількість опадів в екорегіоні коливається від 1000 мм на сході до 730 мм в Кройдоні. Більшість опадів випадає у період з грудня по березень.

## Флора
Основним типом рослинності, поширеним серед кам'янистих пагорбів регіону, є рідколісся, у яких переважають вузьколисті залізні евкаліпти (Eucalyptus crebra) та інші види залізних евкаліптів (Eucalyptus spp.), багато з яких є ендеміками. Евкаліптові рідколісся домінують на всій території екорегіону, зокрема у районах, де переважають глинисті вулканічні ґрунти. У рідколіссях, поширених у низинних алювіальних районах на сході, переважають грінвейльські бокс-евкаліпти (Eucalyptus persistens) та тополеві камедеві евкаліпти (Eucalyptus platyphylla), а у рідколіссях, поширених серед невисоких еродованих плато на заході, — гілбертські бокс-евкаліпти (Eucalyptus microneura) та різні види залізних евкаліптів. У північній частині екорегіону поширені відкриті ліси та рідколісся, у яких домінують дарвінські волокнисті евкаліпти (Eucalyptus tetrodonta), та невисокі рідколісся, у яких домінують залізні евкаліпти Каллена (Eucalyptus cullenii).
Геологічне та кліматичне різноманіття екорегіону сприяли утворенню важливих центрів біологічного різноманіття. Багато з них пов'язані з великими базальтовими лавовими потоками, які забезпечують різноманітні структурні та мікрокліматичні середовища існування. Велику частину базальтових потоків вкривають сухі дощові ліси, які відрізняються від більш розріджених навколишніх рідколісь і мають відмінну флору. Загалом в екорегіоні зустрічається близько 4370 місцевих рослин.

## Фауна
Серед поширених в екорегіоні ссавців слід відзначити велетенського кенгуру (Macropus giganteus), звичайного валлару (Osphranter robustus), валлабі Паррі (Notamacropus parryi), лисячого кузу (Trichosurus vulpecula), білячу сумчасту летягу (Petaurus norfolcensis), рудуватого беттонга (Aepyprymnus rufescens), східну каштанову мишу (Pseudomys gracilicaudatus) та австралійську єхидну (Tachyglossus aculeatus). Печерні системи регіону є прихистком для багатьох видів кажанів, таких як східні печерні кажани (Vespadelus troughtoni), східні підковики (Rhinolophus megaphyllus), австралазійські довгокрили (Miniopterus orianae) та малі довгокрили (Miniopterus australis). Ендеміками екорегіону є марібські скельні валлабі (Petrogale mareeba) та маунт-кларські скельні валлабі (Petrogale sharmani), а майже ендемічними його представниками — квінслендські скельні валлабі (Petrogale assimilis).
Серед поширених в екорегіоні птахів слід відзначити буру перепілку (Synoicus ypsilophorus), білобокого голуба (Geophaps scripta), австралійського ночнаря (Eurostopodus argus), австралійського орла (Aquila audax), рожевого какаду (Eolophus roseicapilla), червонохвостого какатоїса (Calyptorhynchus banksii), світлоголову розелу (Platycercus adscitus), австралійського папугу-червонокрила (Aprosmictus erythropterus), велику ойсею (Chlamydera nuchalis), бурого медовця (Lichmera indistincta), північного медника (Stomiopera unicolor), синьощокого медолюба (Entomyzon cyanotis), рожевоброву діамантницю (Pardalotus rubricatus), австралійського оругеро (Lalage tricolor), рудочеревого свистуна (Pachycephala rufiventris), чорноволу сорочицю (Cracticus nigrogularis), чорнорябу віялохвістку (Rhipidura leucophrys), австралійську скунду (Grallina cyanoleuca), білощокого діамантника (Stizoptera bichenovii), короткохвостого діамантника (Poephila cincta) та апостола (Struthidea cinerea). 
У водно-болотних угіддях екорегіону зустрічається багато водоплавних та коловодних птахів. Одними з найважливіших водно-болотних угідь в регіоні є Долина Лагун та Пеліканові озера, розташовані у верхів'ях Бердекіну, а також гарячі джерела Іннот, які є унікальними для всієї Австралії.
Найбільше різноманіття плазунів в екорегіоні спостерігається у сухих дощових лісах, що ростуть серед лавових потоків. Приблизно 35 % видів з усіх плазунів, поширених в цих лісах, є ендеміками. Серед поширених в екорегіоні плазунів слід відзначити жовтоплямистого варана (Varanus panoptes), чорноголового пітона (Aspidites melanocephalus), ейнаслійську дтеллу (Gehyra einasleighensis) та безногого сцинка Сторра (Lerista storri).

## Збереження
Більша частина природного рослинного покриву екорегіону є відносно незайманою. Основними загрозами для збереження природи регіону є надмірний випас худоби, поширення інтродукованих видів рослин та видобуток корисних копалин.
Оцінка 2017 року показала, що 5330 км², або 5 % екорегіону, є заповідними територіями. Природоохоронні території включають: Національний парк Блекбрейс, Національний парк Ундара-Волканік, Національний парк Кінрара, Національний парк Літтлтон, Національний парк Буллерінга, Національний парк печер Чіллаго-Мунгана та Національний парк Великої Базальтової Стіни.